# Никольское 2-е (Среднематрёнский сельсовет)
Нико́льское 2-е (Николькое второе) — деревня Среднематрёнского сельского поселения Добринского района Липецкой области.
Расположена на р. Матрёнка.
Название патрономическое — по имени первого владельца Николая Бунина.

## История
В списке населенных мест 1862 г. —  сельцо владельческое Никольское (Бунино), 6 дворов, 71 житель.

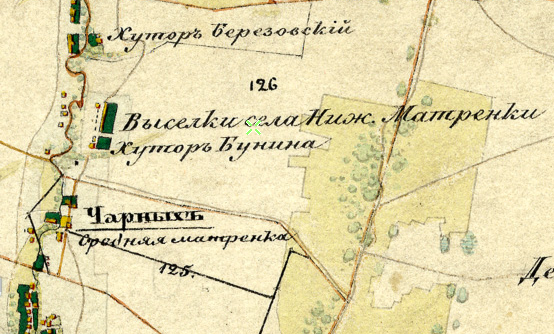
Хутор Бунино.

По переписи 1926 г. —  деревня, 36 дворов, 215 жителей.
В начале 1932 г.  —   проживало 236 человек.

## Население
| 1862 | 1926 | 1932 | 2010 |
| ---- | ---- | ---- | ---- |
| 71   | 215  | 236  | 49   |